# ピアノ協奏曲第1番 (ストヨフスキ)
ピアノ協奏曲第1番嬰ヘ短調 作品3は、ジグムント・ストヨフスキが1890年に完成させたピアノ協奏曲。演奏時間は約35分 。

## 概要
初演は1891年にパリのサル・エラールで作曲者自身の独奏、バンジャマン・ゴダール指揮、コロンヌ管弦楽団の演奏で行われた。また1892年2月19日にはベルリンフィルとの共演で、またイギリス、マンチェスターではハレ管弦楽団の演奏で再演されている。曲はアントン・ルビンシテインに献呈された。

## 楽曲構成
第1楽章 アンダンテ・ポコ・モッソ - アレグロ・ウン・ポコ・マエストーソ 2/2拍子
第2楽章 アンダンテ・ソステヌート・エ・モルト・カンタービレ 4/4拍子
第3楽章 アレグロ・コン・フォーコ 6/8拍子 - プレスト 2/4拍子 - ピウ・プレスト
最後の華やかなコーダの直前に、第1楽章と第2楽章の主題が回想され、融合される。
1893年10月1日のミュージカル・タイムズ誌は次のような分析を掲載している。